# Кафедральний собор Сент-Обен
Кафедральний собор Сент-Обен (фр. St Aubin's Cathedral) — римо-католицький собор в місті Намюр, Бельгія. Є катедральним для Намюрської діоцезії Римо-католицької церкви

## Історія

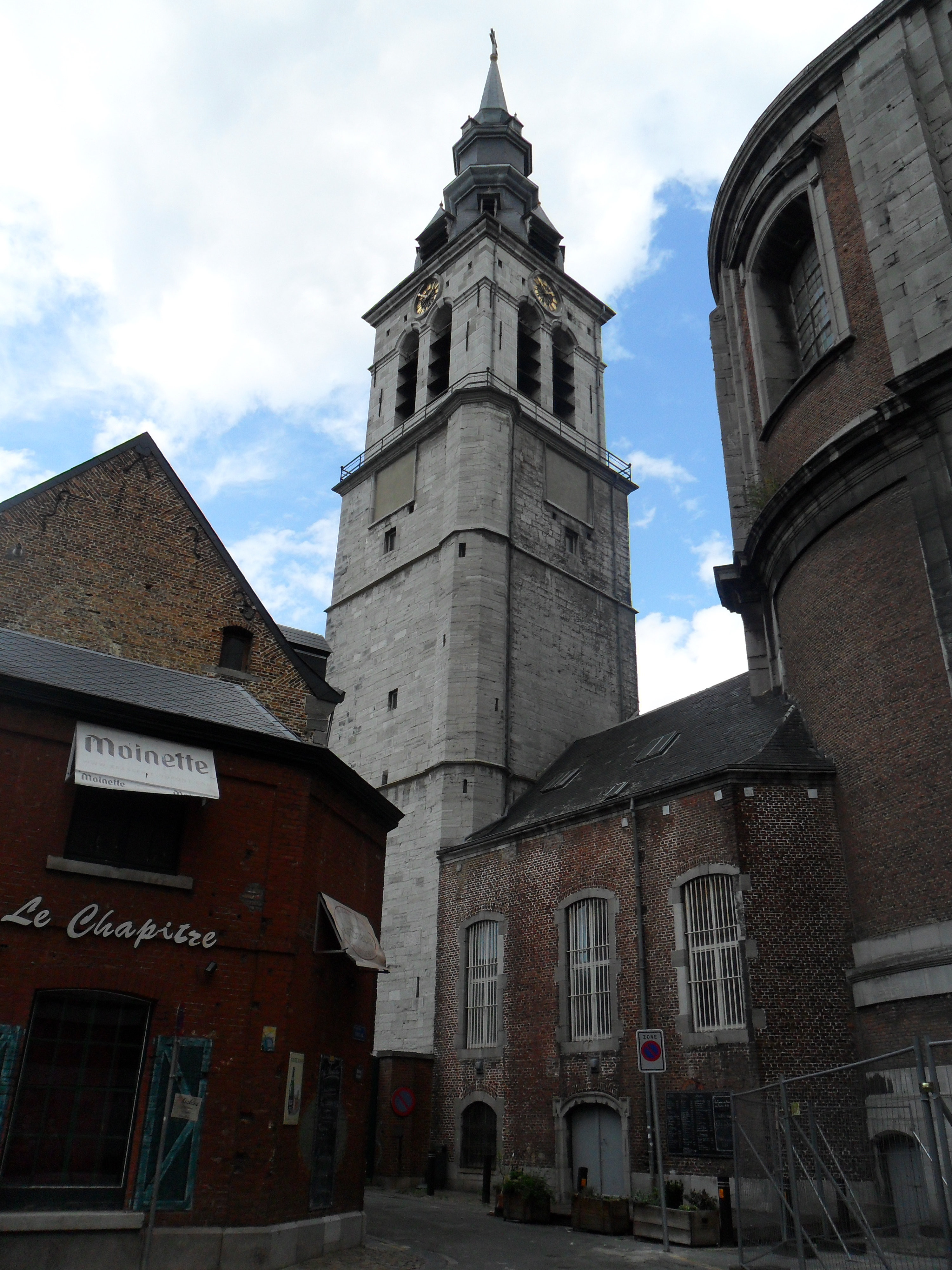

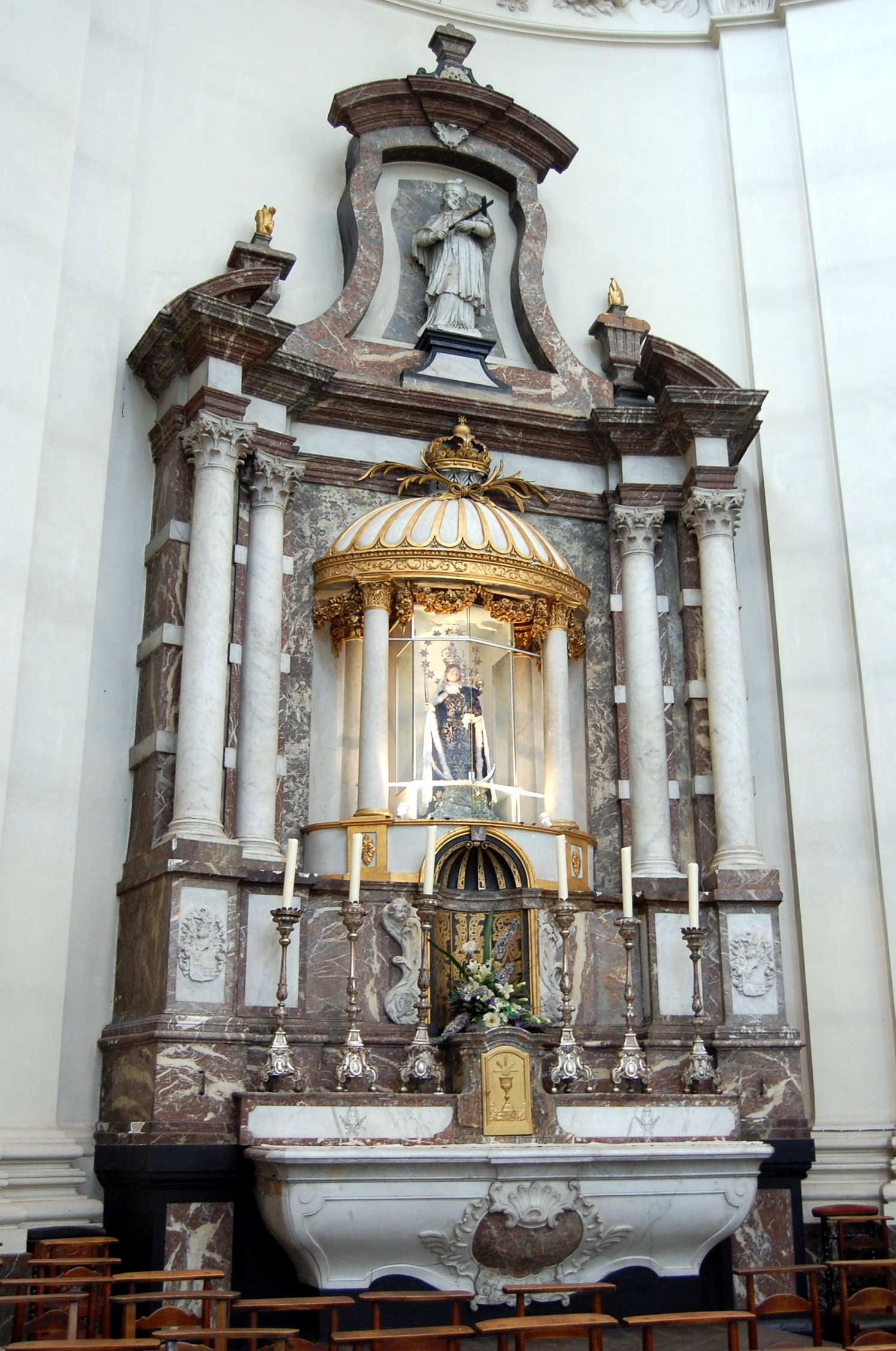
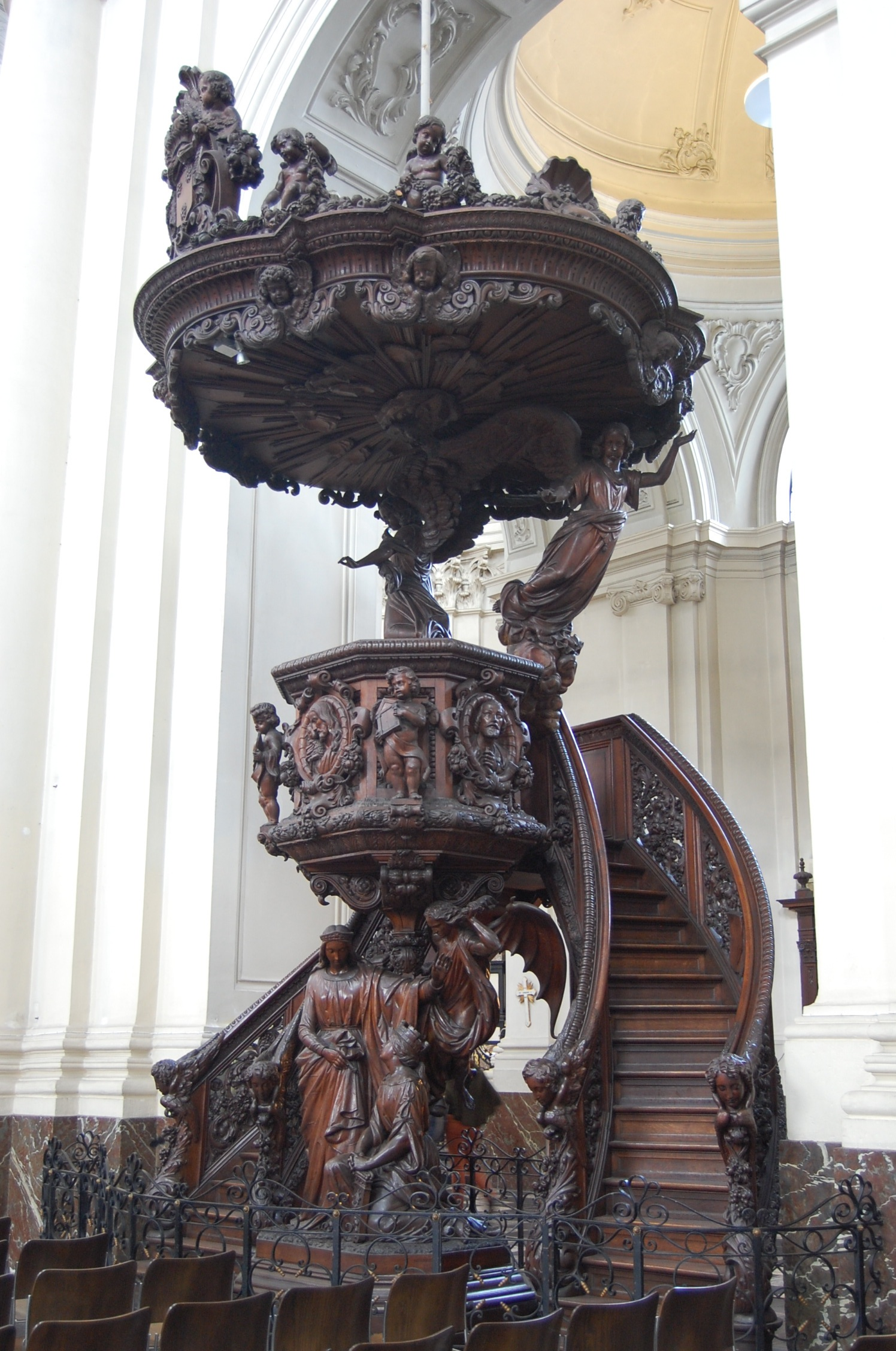
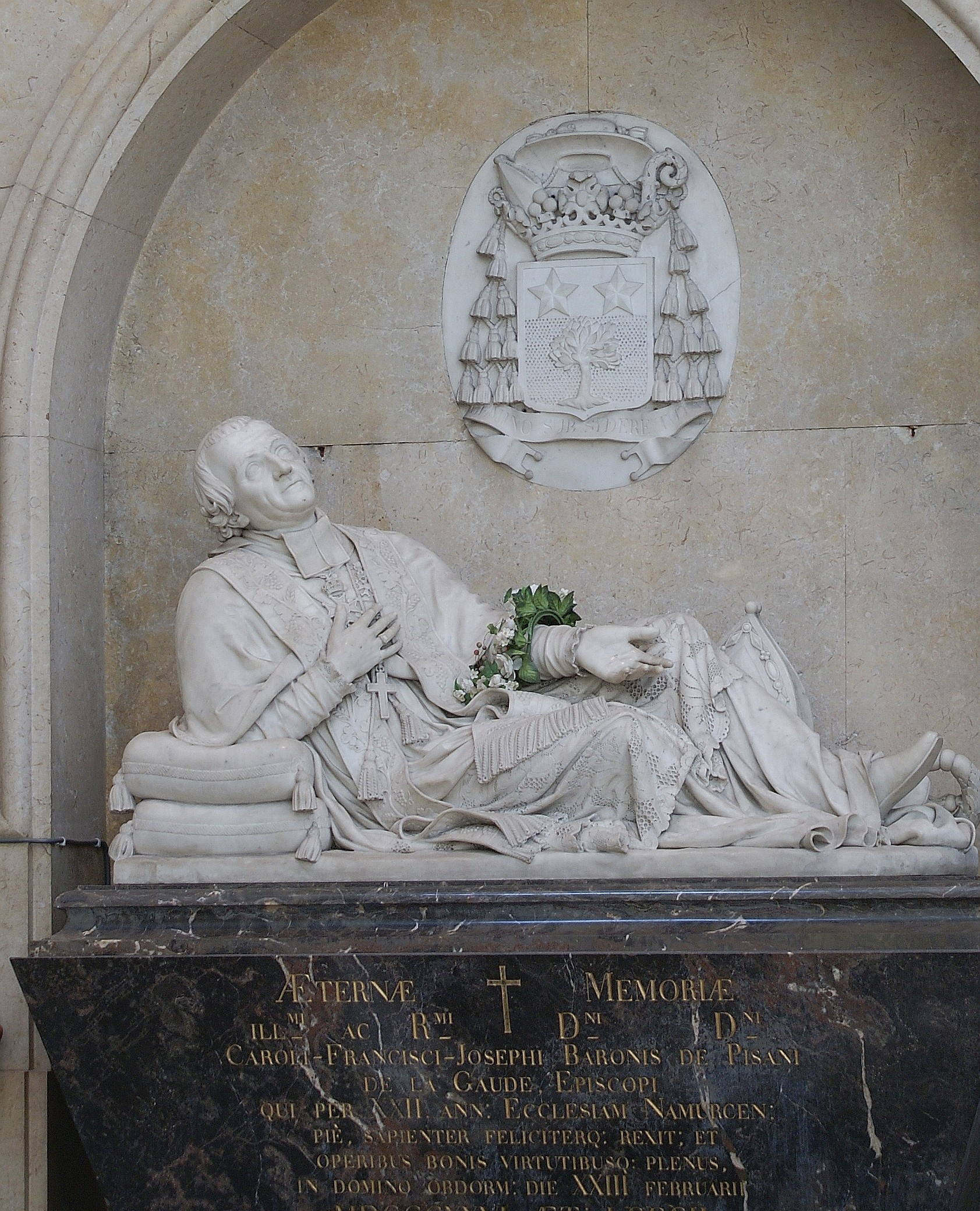
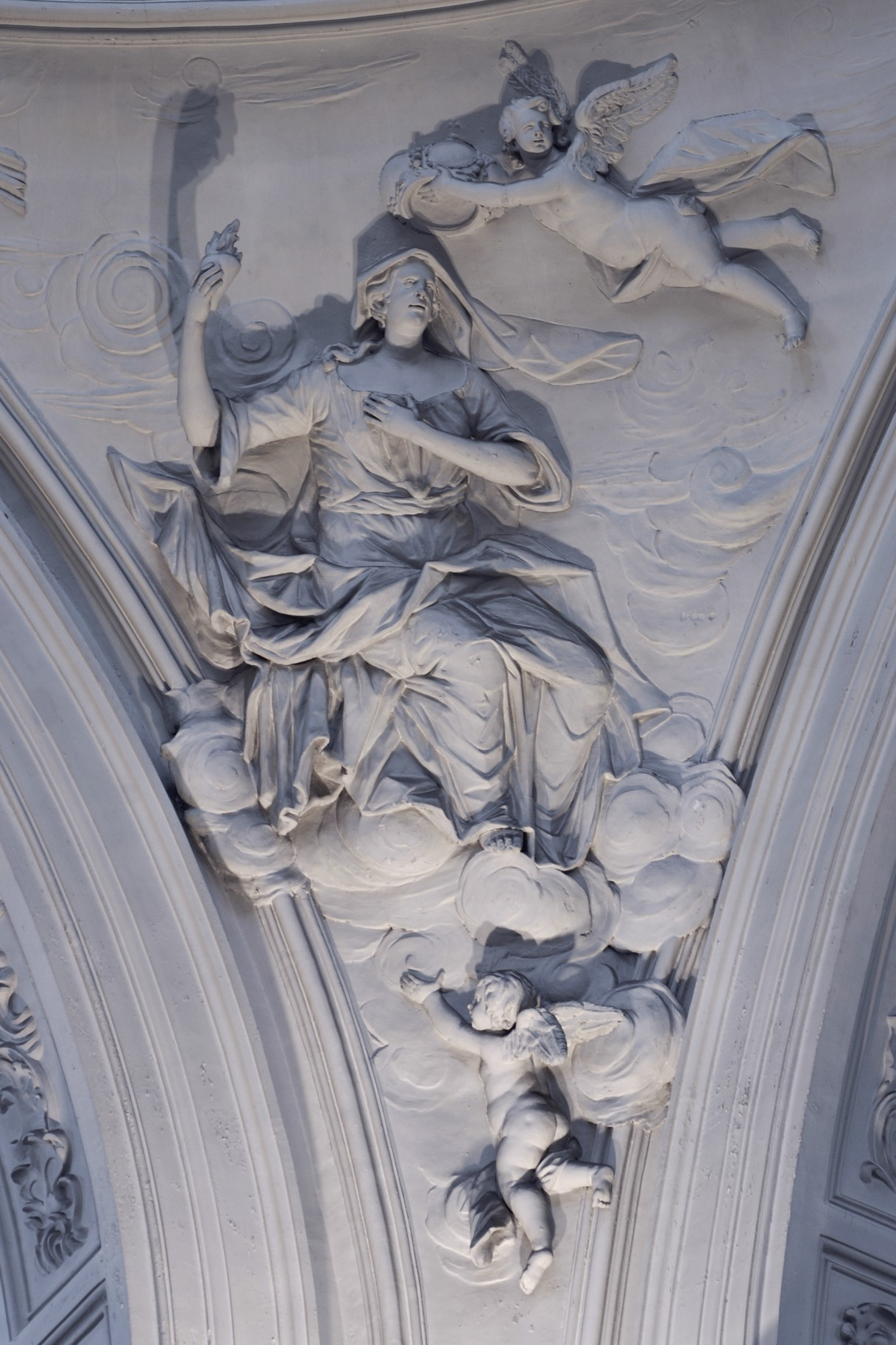
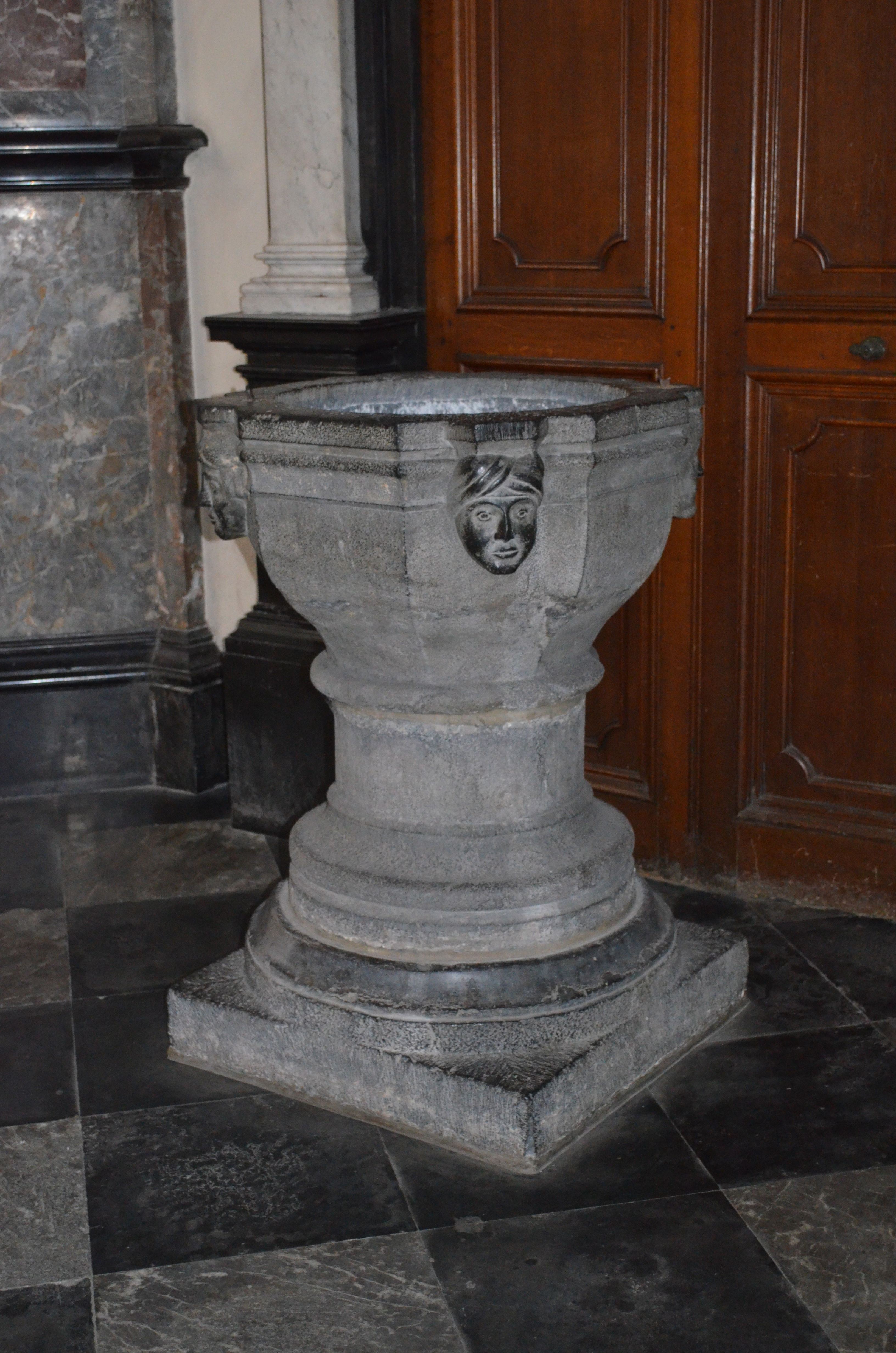
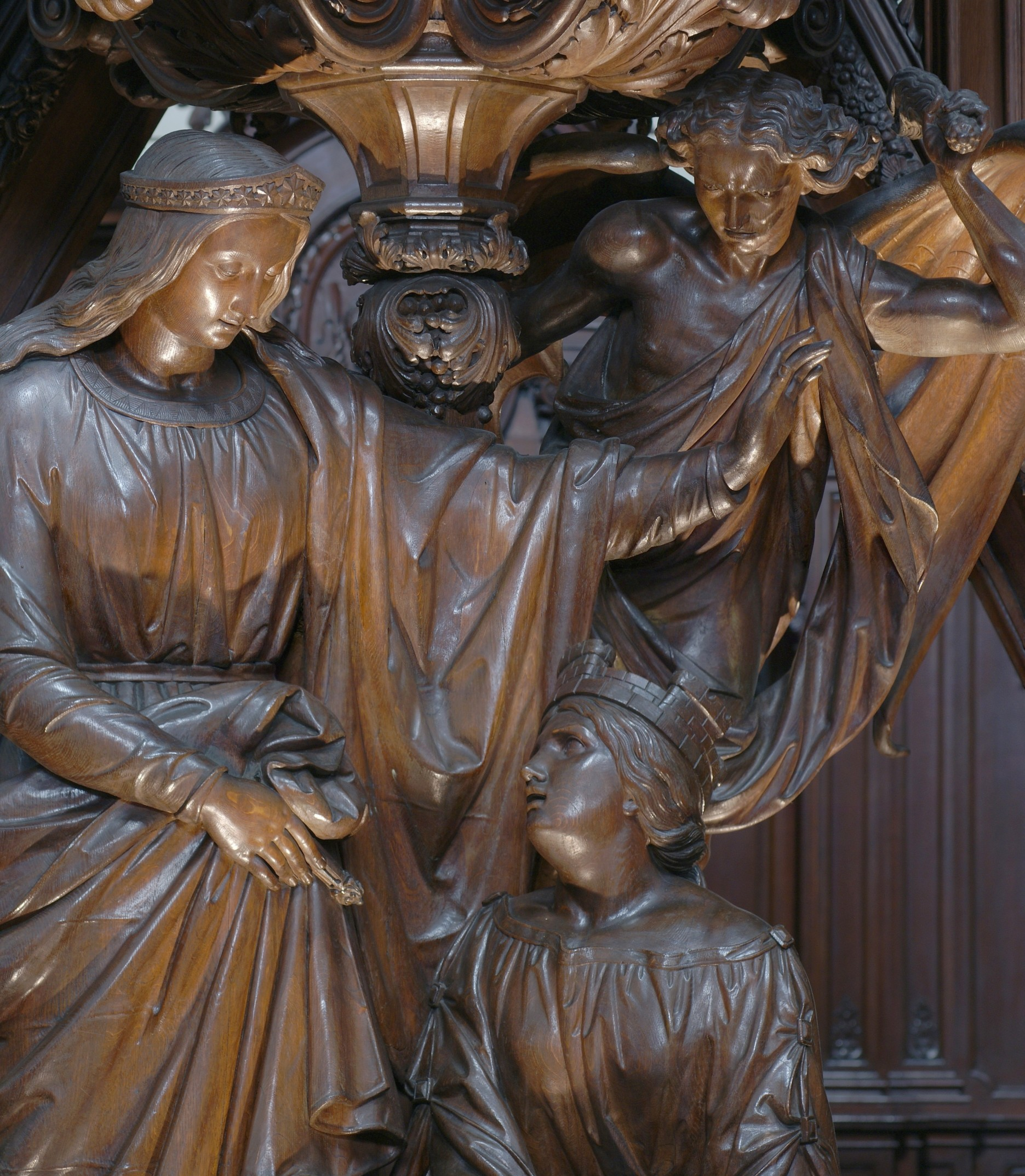

На місці собору діяла церква Сент-Обен побудована у XI столітті, звичайна, непримітна в архітектурному плані.
В середині XVI століття було засноване Намюрське єпископство, і церква отримала статус собору. Поруч з церквою був побудований розкішний єпископський палац. Церкву Сент-Обен вирішили знести, а на її місці побудувати катедральний собор.
Собор побудований в стилі бароко італійським архітектором Ґаетано Маттео Пісоні в періоді між 1751 та 1767 роками. Від первісної церкви залишилася лише вежа, яку можна побачити і нині.
Перший камінь у собор було закладено 24 червня 1751 року керував майстер Жан-Батист Шерманн. Освячення собору відбулися 20 вересня 1772 року.
У 1900 році фасад був відреставрований.
При соборі Сент-Обен працює Єпархіальний музей, де зберігається безліч релігійних цінностей.
У соборі біля вівтаря, за мармуровою дошкою, поховане серце Хуана Австрійського, який загинув недалеко від Намюра у 1578 році.
В інтер'єрі собору є декілька творів мистецтва, такі як картини Антоніса ван Дейка, Якоба Йорданса та Якова Ніколаї.

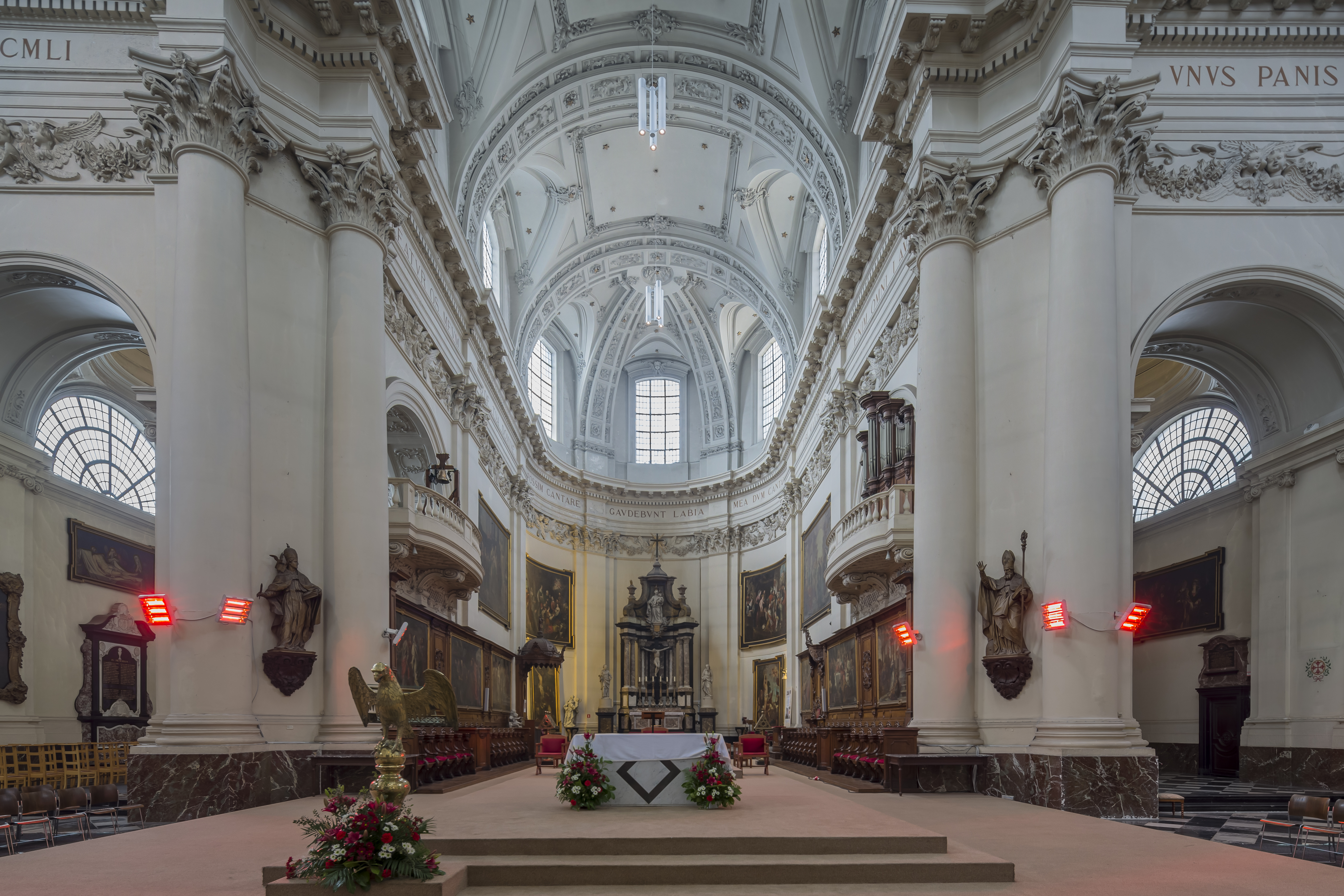
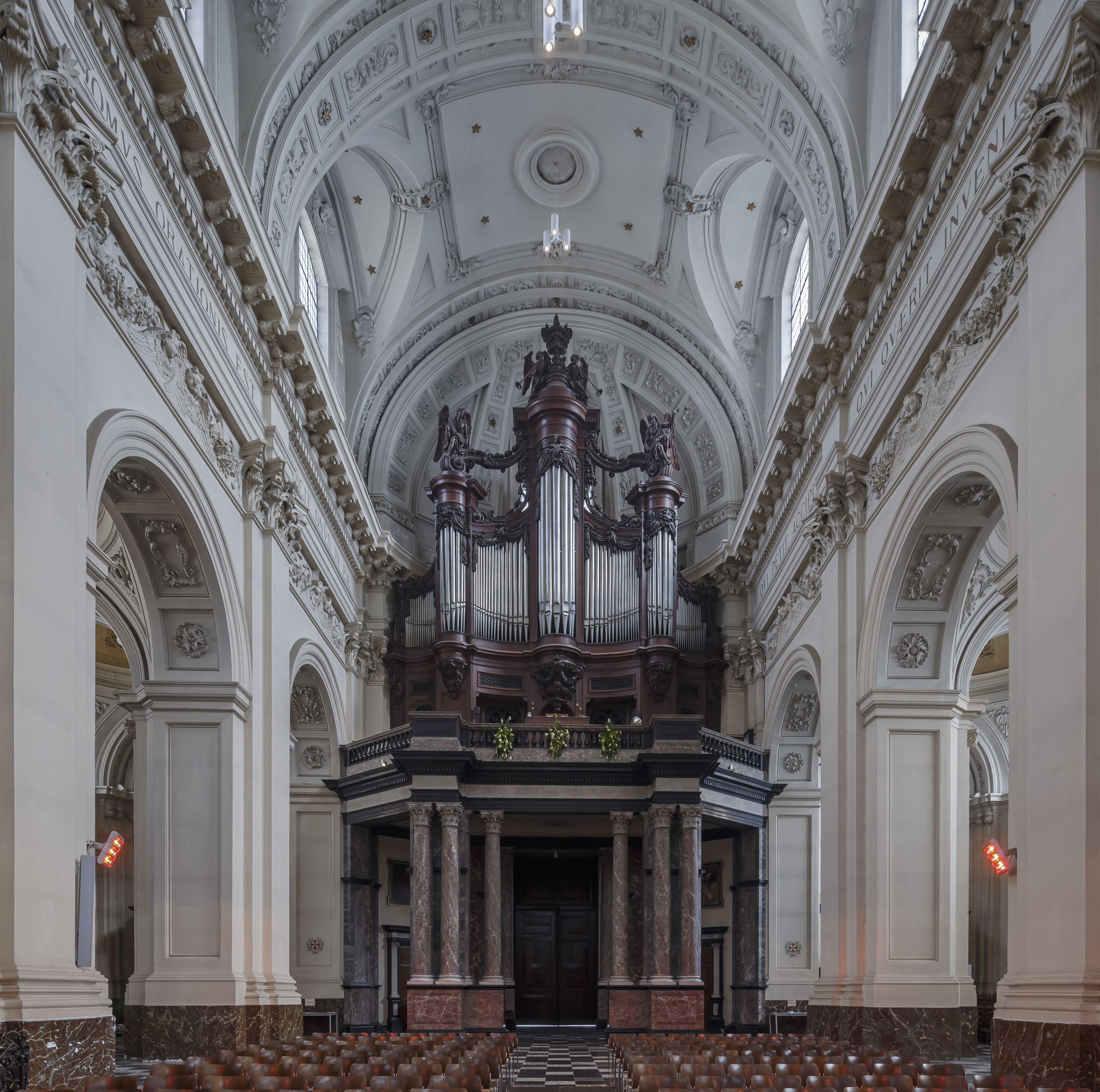
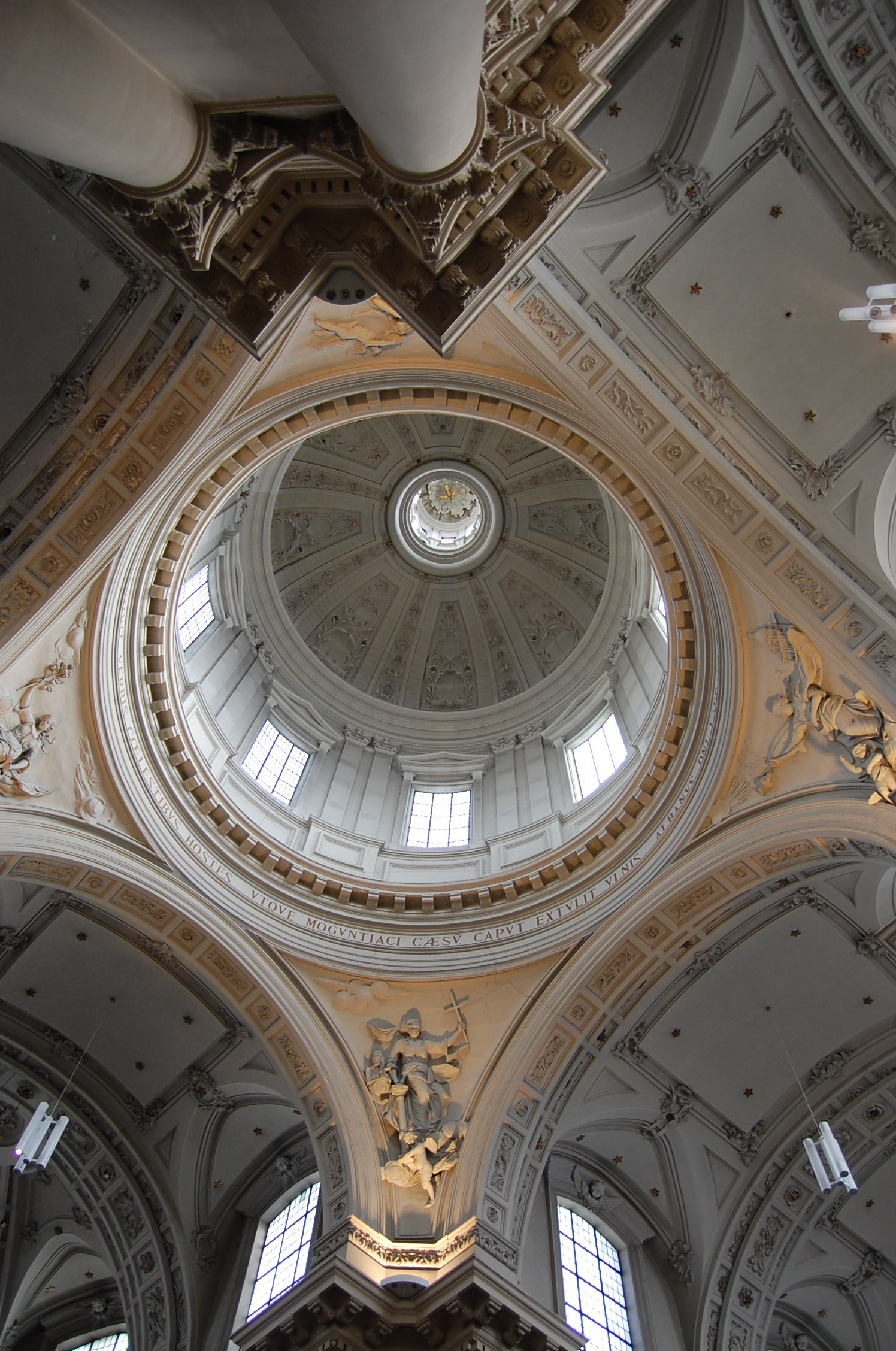
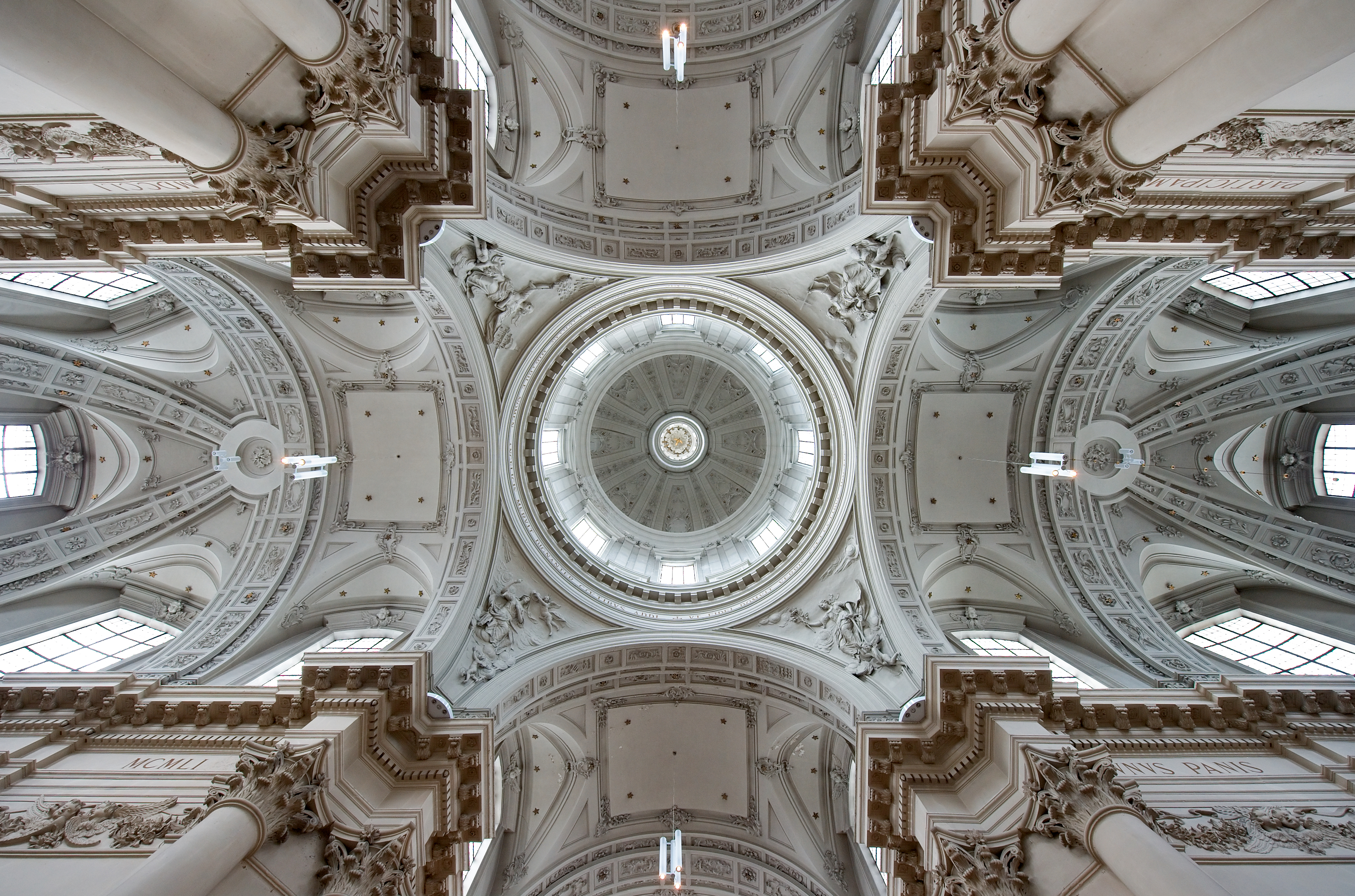